# Le Mesnil-Rogues
Le Mesnil-Rogues est une ancienne commune française du département de la Manche et de la région Normandie, peuplée de 174 habitants, commune déléguée au sein de Gavray-sur-Sienne depuis le 1er janvier 2019.

## Géographie
La commune est aux confins du Coutançais et de l'Avranchin. Son bourg est à 7 km au sud de Gavray, à 8 km au nord de La Haye-Pesnel, à 15 km à l'ouest de Villedieu-les-Poêles et à 18 km à l'est de Granville.
| La Meurdraquière | Le Mesnil-Amand     | Le Mesnil-Amand                |
| La Meurdraquière | du Mesnil-Rogues    | Le Mesnil-Villeman             |
| Équilly          | Équilly, Beauchamps | Le Mesnil-Villeman, Beauchamps |

## Toponymie
Le nom de la localité est attesté sous les formes Mesnillo Roges vers 1210, Mesnillo Rogres en 1215, Mesnillo Rogues en 1248, de Mesnillo Rogres vers 1280, Mesnillum Rogues sans date.
L'ancien français mesnil, « domaine rural », est à l'origine de nombreux toponymes, notamment en Normandie. Rogues serait issu de l'anthroponyme germanique Hrogo.
Le gentilé est Mesnil-Roguais.

## Histoire
Sur le territoire communal, il fut trouvé plus de 300 kilos de coins celtiques, enfilés par des lanières de cuir. Ils furent vendus à M. Pichard, fondeur à Villedieu.
En 1219, Hugues de Morville donna les deux tiers de la dîme du Mesnil à l'Hôtel-Dieu de Coutances.
À la fin du XVe siècle, la seigneuries du Mesnil-Rogues était la possession d'Ambroise de Bereauville et fut plus tard réunie à celle de Beauchamps. Elles furent depuis toujours réunies et passèrent dans les familles de Pierrepont, de Thère, d'Osmond et de Briges.
Le 1er janvier 2019, la commune fusionne avec Gavray, Le Mesnil-Amand, Sourdeval-les-Bois et La Baleine pour former la commune nouvelle de Gavray-sur-Sienne et devient alors une commune déléguée.

## Politique et administration
| Période                                  | Période       | Identité               | Étiquette | Qualité           |
| ---------------------------------------- | ------------- | ---------------------- | --------- | ----------------- |
| 1850                                     | 1860          | Louis-Adolphe Lebreton |           |                   |
| 1953                                     | mars 2014     | Bernard Cacquevel      | DVD       | Chef d'entreprise |
| mars 2014                                | décembre 2018 | Michel Romuald         | DVD       | Retraité          |
| Les données manquantes sont à compléter. |               |                        |           |                   |

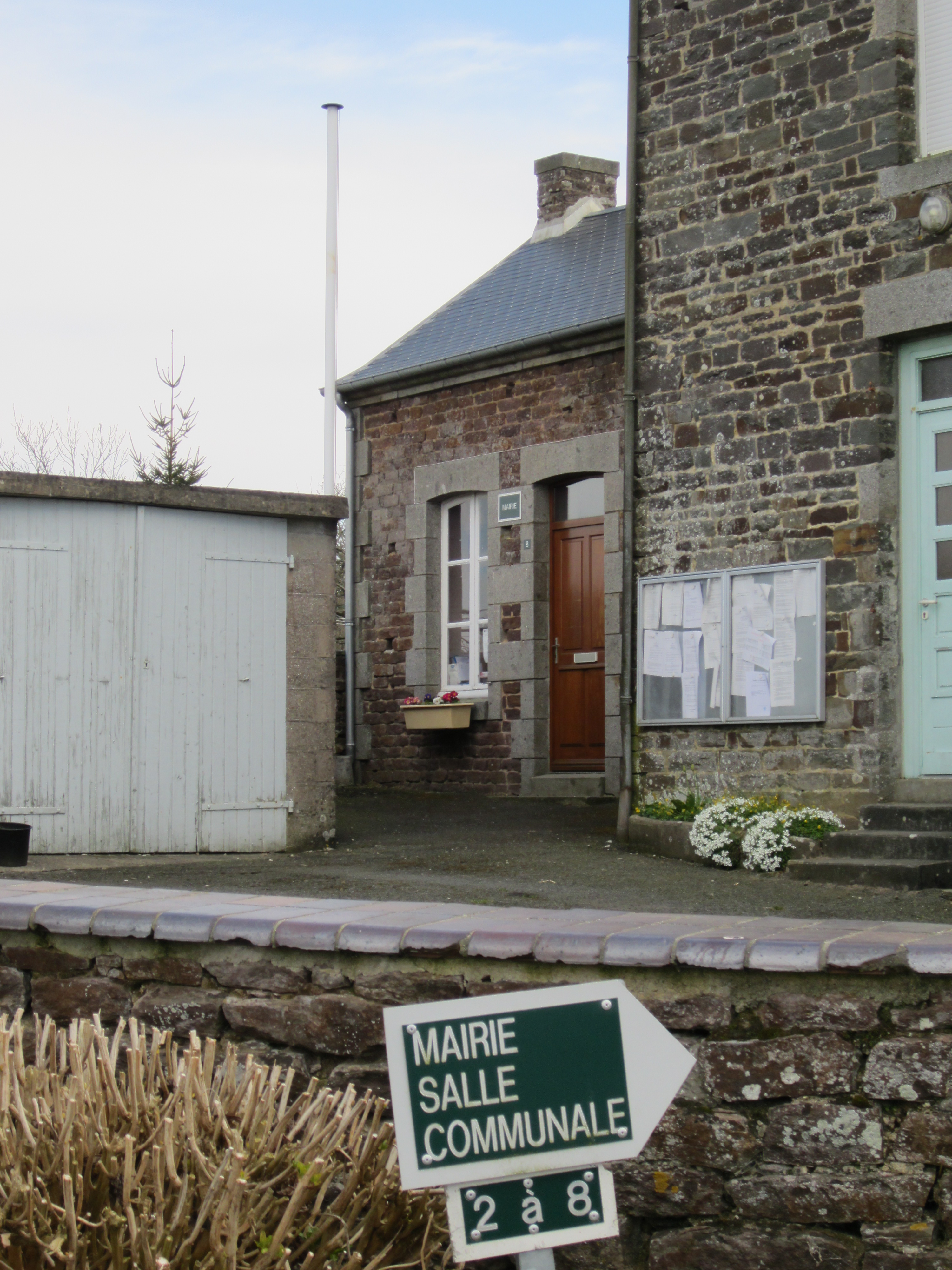
Mairie.

Le conseil municipal était composé de onze membres dont le maire et deux adjoints.
| Période                                  | Période  | Identité          | Étiquette | Qualité  |
| ---------------------------------------- | -------- | ----------------- | --------- | -------- |
| janvier 2019                             | En cours | Bernard Cacquevel | DVD       | Retraité |
| Les données manquantes sont à compléter. |          |                   |           |          |

## Démographie
L'évolution du nombre d'habitants est connue à travers les recensements de la population effectués dans la commune depuis 1793. À partir du 1er janvier 2009, les populations légales des communes sont publiées annuellement dans le cadre d'un recensement qui repose désormais sur une collecte d'information annuelle, concernant successivement tous les territoires communaux au cours d'une période de cinq ans. 
Pour les communes de moins de 10 000 habitants, une enquête de recensement portant sur toute la population est réalisée tous les cinq ans, les populations légales des années intermédiaires étant quant à elles estimées par interpolation ou extrapolation. Pour la commune, le premier recensement exhaustif entrant dans le cadre du nouveau dispositif a été réalisé en 2005,.
En 2021, la commune comptait 174 habitants, en évolution de +12,26 % par rapport à 2015 (Manche : +0,44 %, France hors Mayotte : +2,49 %). 
Le Mesnil-Rogues a compté jusqu'à 670 habitants en 1846.
| 1793 | 1800 | 1806 | 1821 | 1831 | 1836 | 1841 | 1846 | 1851 |
| ---- | ---- | ---- | ---- | ---- | ---- | ---- | ---- | ---- |
| 664  | 616  | 632  | 623  | 662  | 667  | 637  | 670  | 649  |

| 1856 | 1861 | 1866 | 1872 | 1876 | 1881 | 1886 | 1891 | 1896 |
| ---- | ---- | ---- | ---- | ---- | ---- | ---- | ---- | ---- |
| 651  | 662  | 650  | 456  | 470  | 452  | 427  | 407  | 354  |

| 1901 | 1906 | 1911 | 1921 | 1926 | 1931 | 1936 | 1946 | 1954 |
| ---- | ---- | ---- | ---- | ---- | ---- | ---- | ---- | ---- |
| 327  | 281  | 288  | 232  | 244  | 252  | 230  | 209  | 240  |

| 1962 | 1968 | 1975 | 1982 | 1990 | 1999 | 2005 | 2010 | 2015 |
| ---- | ---- | ---- | ---- | ---- | ---- | ---- | ---- | ---- |
| 222  | 181  | 145  | 144  | 141  | 143  | 149  | 168  | 155  |

| 2018 | - | - | - | - | - | - | - | - |
| ---- | - | - | - | - | - | - | - | - |
| 149  | - | - | - | - | - | - | - | - |

## Économie
- Auberge du Mesnil-Rogues.

## Lieux et monuments

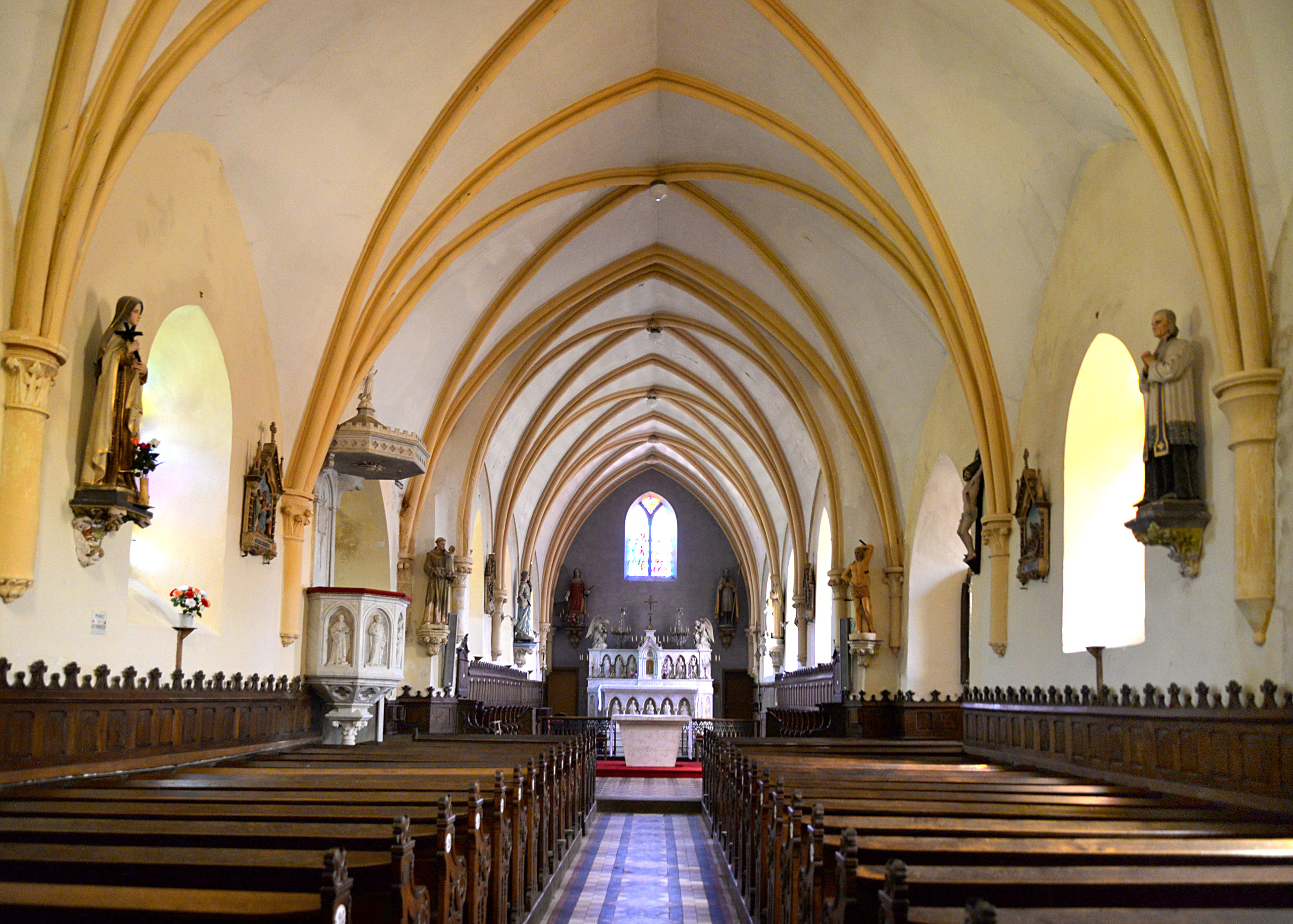
La nef de l'église Saint-Laurent.

- Église Saint-Laurent des XIVe, XVIIe – XIXe siècles. Elle abrite un Chemin de croix en plâtre du XIXe, un lutrin à bâtière du XVIIIe, les statues de saint Laurent, saint Marcel, l'Immaculée Conception et saint Michel du XIXe[8].
- Croix du XVIIe siècle, dalle funéraire ornée de forces de tondeur du XVe siècle et if funéraire du cimetière qui entourait l'église.
- Croix de chemin à la Croix au loup.
- Lavoir.